# 白馬鎮 (武隆県)
白馬鎮（はくばちん）とは、中華人民共和国重慶市武隆区にある鎮である。

## 地理
面積139.1㎢、人口約1万人、人口密度:72人/㎢

## 行政区画
- 六方坪社区、鉄仏社区、鉄仏村、板橋村、東昇村、霊山村、三渓村、沙台村、魚光村、楊柳村、豹岩村、車盤村。[2]